# Böhse Onkelz/Diskografie
Diese Diskografie ist eine Übersicht über die musikalischen Werke der deutschen Rockband Böhse Onkelz. Den Quellenangaben zufolge hat sie bisher mehr als zehn Millionen Tonträger verkauft. In Deutschland zählt die Band mit über 5,4 Millionen verkauften Tonträgern zu den Interpreten mit den meisten Tonträgerverkäufen des Landes. Die Böhsen Onkelz verkauften davon mehr als 470.000 Videoalben, womit die Band zu den absatzstärksten Interpreten dieses Mediums in Deutschland zählt. Ihre erfolgreichste Veröffentlichung ist das elfte Studioalbum E.I.N.S. mit über 520.000 verkauften Einheiten. Mit elf Nummer-eins-Alben sind die Böhsen Onkelz die erfolgreichste Hard-Rock-Band in den deutschen Albumcharts.

## Alben

### Studioalben
| Jahr | Titel Musiklabel                                                     | Höchstplatzierung, Gesamtwochen, AuszeichnungChartplatzierungen (Jahr, Titel, Musiklabel, Platzierungen, Wochen, Auszeichnungen, Anmerkungen) | Höchstplatzierung, Gesamtwochen, AuszeichnungChartplatzierungen (Jahr, Titel, Musiklabel, Platzierungen, Wochen, Auszeichnungen, Anmerkungen) | Höchstplatzierung, Gesamtwochen, AuszeichnungChartplatzierungen (Jahr, Titel, Musiklabel, Platzierungen, Wochen, Auszeichnungen, Anmerkungen) | Anmerkungen |
| Jahr | Titel Musiklabel                                                     | DE | AT | CH | Anmerkungen |
| ---- | -------------------------------------------------------------------- | --- | --- | --- | --- |
| 1984 | Der nette Mann Rock-O-Rama                                           | — | — | — | Erstveröffentlichung: 1. Mai 1984 Verkäufe: + 2000 (zur Erscheinungszeit) Format: LP seit 1986 indiziert                                                                               |
| 1985 | Böse Menschen – Böse Lieder Rock-O-Rama                              | — | — | — | Erstveröffentlichung: Februar 1985 Verkäufe: + 4000 (zur Erscheinungszeit) Format: LP                                                                                                  |
| 1987 | Onkelz wie wir … Metal Enterprises                                   | DE16 a (5 Wo.)DE | — | — | Erstveröffentlichung: 1. August 1987; Wiederveröffentlichung: 2. November 2007 Verkäufe: + 16.000 (zur Erscheinungszeit) Format: CD, LP, MC (Originalaufnahme), Download (Neuaufnahme) |
| 1988 | Kneipenterroristen Metal Enterprises                                 | DE3 b (8 Wo.)DE | AT18 b (3 Wo.)AT | CH45 b (2 Wo.)CH | Erstveröffentlichung: 10. Oktober 1988; Wiederveröffentlichung: 10. Oktober 2018 Verkäufe: + 20.000 (bis Herbst 1988) Format: CD, LP, MC (Originalaufnahme), Download (Neuaufnahme)    |
| 1990 | Es ist soweit Metal Enterprises                                      | DE21 c (1 Wo.)DE | — | — | Erstveröffentlichung: 1. August 1990 Verkäufe: + 30.000 (nach zwei Wochen) Format: CD, LP, MC, Download                                                                                |
| 1991 | Wir ham’ noch lange nicht genug Bellaphon Records                    | DE12 d Gold · (1 Wo.)DE | — | — | Erstveröffentlichung: 26. August 1991 Verkäufe: + 250.000 Format: CD, LP, MC, Download                                                                                                 |
| 1992 | Heilige Lieder Bellaphon Records                                     | DE5 Gold · (13 Wo.)DE | AT7 (7 Wo.)AT | — | Erstveröffentlichung: 31. August 1992 Verkäufe: + 500.000 Format: CD, LP, MC, Download                                                                                                 |
| 1993 | Weiß Bellaphon Records                                               | DE10 Gold · (13 Wo.)DE | AT16 (16 Wo.)AT | CH37 (2 Wo.)CH | Erstveröffentlichung: 4. Oktober 1993 Verkäufe: + 250.000 Format: CD, LP, MC, Download                                                                                                 |
| 1993 | Schwarz Bellaphon Records                                            | DE12 Gold · (13 Wo.)DE | AT15 (16 Wo.)AT | CH38 (2 Wo.)CH | Erstveröffentlichung: 4. Oktober 1993 Verkäufe: + 250.000 Format: CD, LP, MC, Download                                                                                                 |
| 1995 | Hier sind die Onkelz Virgin Records                                  | DE5 Gold · (28 Wo.)DE | AT12 Gold · (16 Wo.)AT | CH25 (4 Wo.)CH | Erstveröffentlichung: 25. September 1995 Verkäufe: + 275.000 Format: CD, LP, Picture Disc, MC, Download                                                                                |
| 1996 | E.I.N.S. Virgin Records                                              | DE4 Platin · (22 Wo.)DE | AT6 Gold · (16 Wo.)AT | CH32 (5 Wo.)CH | Erstveröffentlichung: 23. Oktober 1996 Verkäufe: + 525.000 Format: CD, Download |
| 1998 | Viva los Tioz Virgin Records                                         | DE1 Gold · (23 Wo.)DE | AT3 Gold · (10 Wo.)AT | CH10 (6 Wo.)CH | Erstveröffentlichung: 4. September 1998 Verkäufe: DE: + 250.000; AT: + 25.000 Format: CD, Picture Disc, MC, Download                                                                   |
| 2000 | Ein böses Märchen … aus tausend finsteren Nächten Rule 23 Recordings | DE1 Platin · (23 Wo.)DE | AT2 (9 Wo.)AT | CH11 (9 Wo.)CH | Erstveröffentlichung: 20. März 2000 Verkäufe: + 300.000 Format: CD, Picture Disc, MC, Download                                                                                         |
| 2002 | Dopamin Rule 23 Recordings                                           | DE1 Gold · (24 Wo.)DE | AT4 (12 Wo.)AT | CH13 (8 Wo.)CH | Erstveröffentlichung: 15. April 2002 Verkäufe: + 150.000 Format: CD, LP, Download |
| 2004 | Adios Regel 23                                                       | DE1 Platin · (17 Wo.)DE | AT6 (12 Wo.)AT | CH4 (10 Wo.)CH | Erstveröffentlichung: 26. Juli 2004 Verkäufe: + 200.000 Format: CD, LP, Download |
| 2016 | Memento Matapaloz                                                    | DE1 Platin · (23 Wo.)DE | AT1 (16 Wo.)AT | CH1 (11 Wo.)CH | Erstveröffentlichung: 28. Oktober 2016 Verkäufe: + 200.000 Format: CD, LP, Download |
| 2020 | Böhse Onkelz Matapaloz                                               | DE1 Gold · (35 Wo.)DE | AT1 (17 Wo.)AT | CH1 (11 Wo.)CH | Erstveröffentlichung: 28. Februar 2020 Verkäufe: + 100.000 Format: CD, LP, Download |

Cover des Albums Weiß
Cover des Albums Schwarz
Cover der Neuaufnahme des Albums Onkelz wie wir

### Livealben
| Jahr | Titel Musiklabel                                | Höchstplatzierung, Gesamtwochen, AuszeichnungChartplatzierungen (Jahr, Titel, Musiklabel, Platzierungen, Wochen, Auszeichnungen, Anmerkungen) | Höchstplatzierung, Gesamtwochen, AuszeichnungChartplatzierungen (Jahr, Titel, Musiklabel, Platzierungen, Wochen, Auszeichnungen, Anmerkungen) | Höchstplatzierung, Gesamtwochen, AuszeichnungChartplatzierungen (Jahr, Titel, Musiklabel, Platzierungen, Wochen, Auszeichnungen, Anmerkungen) | Anmerkungen |
| Jahr | Titel Musiklabel                                | DE | AT | CH | Anmerkungen |
| ---- | ----------------------------------------------- | --- | --- | --- | --- |
| 1992 | Live in Vienna Bellaphon Records                | DE61 e Gold · (1 Wo.)DE | AT38 (2 Wo.)AT | — | Erstveröffentlichung: 16. März 1992; Wiederveröffentlichung: 28. März 2008 Verkäufe: + 250.000 Format: CD, LP, MC, Download |
| 1997 | Live in Dortmund Virgin Records                 | DE5 Gold · (32 Wo.)DE | AT9 (14 Wo.)AT | CH39 (3 Wo.)CH | Erstveröffentlichung: 21. August 1997; Wiederveröffentlichung: 28. März 2008 Verkäufe: + 250.000 Format: CD, MC, Download   |
| 2005 | Live in Hamburg Rule 23 Recordings              | DE1 Gold · (24 Wo.)DE | AT7 (15 Wo.)AT | CH28 (7 Wo.)CH | Erstveröffentlichung: 11. April 2005 Verkäufe: + 150.000; DE: + 100.000 Format: CD, Download                                |
| 2015 | Live am Hockenheimring V.I.E.R. Ton & Merch     | DE fDE | — | — | Erstveröffentlichung: 30. Oktober 2015 limitiert auf 5000 Stück Format: LP                                                  |
| 2017 | Live in Dortmund II Matapaloz                   | DE3 (12 Wo.)DE | AT4 (7 Wo.)AT | CH8 (6 Wo.)CH | Erstveröffentlichung: 26. Mai 2017 Format: CD, LP, Download                                                                 |
| 2024 | 40 Jahre Onkelz – Live im Waldstadion Matapaloz | DE1 (17 Wo.)DE | AT4 (4 Wo.)AT | CH53 (1 Wo.)CH | Erstveröffentlichung: 26. Januar 2024 Format: CD, LP, Download                                                              |

### Kompilationen
| Jahr | Titel Musiklabel                                                    | Höchstplatzierung, Gesamtwochen, AuszeichnungChartplatzierungen (Jahr, Titel, Musiklabel, Platzierungen, Wochen, Auszeichnungen, Anmerkungen) | Höchstplatzierung, Gesamtwochen, AuszeichnungChartplatzierungen (Jahr, Titel, Musiklabel, Platzierungen, Wochen, Auszeichnungen, Anmerkungen) | Höchstplatzierung, Gesamtwochen, AuszeichnungChartplatzierungen (Jahr, Titel, Musiklabel, Platzierungen, Wochen, Auszeichnungen, Anmerkungen) | Anmerkungen                                                                             |
| Jahr | Titel Musiklabel                                                    | DE | AT | CH | Anmerkungen                                                                             |
| ---- | ------------------------------------------------------------------- | --- | --- | --- | --------------------------------------------------------------------------------------- |
| 1994 | Gehasst, verdammt, vergöttert … die letzten Jahre Bellaphon Records | DE47 Gold · (10 Wo.)DE | AT13 (16 Wo.)AT | CH36 (5 Wo.)CH | Erstveröffentlichung: 31. Oktober 1994 Verkäufe: + 250.000 Format: CD, LP, MC, Download |
| 2001 | Gestern war heute noch morgen Rule 23 Recordings                    | DE3 Gold · (41 Wo.)DE | AT13 (13 Wo.)AT | CH24 (7 Wo.)CH | Erstveröffentlichung: 5. März 2001 Verkäufe: + 150.000 Format: CD, Download             |
| 2011 | Lieder wie Orkane Rule 23 Recordings                                | DE7 (11 Wo.)DE | — | — | Erstveröffentlichung: 2. Dezember 2011 Format: CD+DVD                                   |
| 2015 | 35 Jahre Böhse Onkelz – Symphonien und Sonaten V.I.E.R. Ton & Merch | DE5 (9 Wo.)DE | AT18 (2 Wo.)AT | CH22 (1 Wo.)CH | Erstveröffentlichung: 11. Dezember 2015 Format: CD, LP, Download                        |

Cover des Albums Gestern war heute noch morgen

### EPs
| Jahr | Titel Musiklabel                                   | Anmerkungen |
| ---- | -------------------------------------------------- | --- |
| 1985 | Mexico Rock-O-Rama                                 | Erstveröffentlichung: November 1985 Format: LP                                                                   |
| 1989 | Lügenmarsch Metal Enterprises                      | Erstveröffentlichung: Sommer 1989 Format: CD, Picture Disc, Download Verkaufszahlen: 8000 (zur Erscheinungszeit) |
| 1997 | Danke für nichts – Biografie EP Onkelz Productions | Erstveröffentlichung: Oktober 1997 Format: CD Verkaufszahlen: 25.000                                             |

## Singles
| Jahr | Titel Album                                                   | Höchstplatzierung, Gesamtwochen, AuszeichnungChartplatzierungen (Jahr, Titel, Album, Platzierungen, Wochen, Auszeichnungen, Anmerkungen) | Höchstplatzierung, Gesamtwochen, AuszeichnungChartplatzierungen (Jahr, Titel, Album, Platzierungen, Wochen, Auszeichnungen, Anmerkungen) | Höchstplatzierung, Gesamtwochen, AuszeichnungChartplatzierungen (Jahr, Titel, Album, Platzierungen, Wochen, Auszeichnungen, Anmerkungen) | Anmerkungen                                                                       |
| Jahr | Titel Album                                                   | DE | AT | CH | Anmerkungen                                                                       |
| --- | ------------------------------------------------------------- | --- | --- | --- | --------------------------------------------------------------------------------- |
| 1981 | Kill the Hippies – Oi –                                       | — | — | — | Erstveröffentlichung: 1981 Format: LP                                             |
| 1992 | Ich bin in dir Heilige Lieder                                 | — | — | — | Erstveröffentlichung: 19. Oktober 1992 Verkäufe: + 45.000 Format: LP, CD          |
| 1995 | Finde die Wahrheit Hier sind die Onkelz                       | — | — | — | Erstveröffentlichung: 25. Oktober 1995 Format: CD                                 |
| 1998 | Terpentin Viva los Tioz                                       | DE7 (11 Wo.)DE | AT8 (10 Wo.)AT | — | Erstveröffentlichung: 3. August 1998 Verkäufe: + 169.000 Format: CD               |
| 2000 | Dunkler Ort Ein böses Märchen … aus tausend finsteren Nächten | DE2 Gold · (10 Wo.)DE | AT17 (7 Wo.)AT | CH22 (7 Wo.)CH | Erstveröffentlichung: 31. Januar 2000 Verkäufe: + 250.000 Format: CD, Download    |
| 2002 | Keine Amnestie für MTV Dopamin                                | DE2 (11 Wo.)DE | AT8 (11 Wo.)AT | CH25 (8 Wo.)CH | Erstveröffentlichung: 18. Februar 2002 Format: LP, CD, Download                   |
| 2004 | Onkelz vs. Jesus Adios                                        | DE2 (10 Wo.)DE | AT9 (12 Wo.)AT | CH16 (9 Wo.)CH | Erstveröffentlichung: 21. Juni 2004 Format: CD, Download                          |
| 2015 | Wir bleiben –                                                 | DE4 (4 Wo.)DE | AT32 (1 Wo.)AT | — | Erstveröffentlichung: 4. September 2015 Format: CD, Download                      |
| 2016 | Irgendwas für nichts Memento                                  | DE58 (1 Wo.)DE | — | — | Erstveröffentlichung: 21. Oktober 2016 Format: Download                           |
| Folgende Lieder erschienen nicht als Single, wurden aber durch das Album zum Download und Streaming bereitgestellt und konnten somit eine Platzierung erlangen: |                                                               | | | |                                                                                   |
| |                                                               | | | |                                                                                   |
| 2024 | Auf gute Freunde E.I.N.S.                                     | DE— a PlatinDE | — | — | Charteinstieg: 13. September 2024 Verkäufe: + 300.000 Format: Download, Streaming |

## Videoalben und Musikvideos

### Videoalben
| Jahr | Titel Musiklabel                                                               | Höchstplatzierung, Gesamtwochen, AuszeichnungChartplatzierungen (Jahr, Titel, Musiklabel, Platzierungen, Wochen, Auszeichnungen, Anmerkungen) | Höchstplatzierung, Gesamtwochen, AuszeichnungChartplatzierungen (Jahr, Titel, Musiklabel, Platzierungen, Wochen, Auszeichnungen, Anmerkungen) | Höchstplatzierung, Gesamtwochen, AuszeichnungChartplatzierungen (Jahr, Titel, Musiklabel, Platzierungen, Wochen, Auszeichnungen, Anmerkungen) | Anmerkungen |
| Jahr | Titel Musiklabel                                                               | DE | AT | CH | Anmerkungen |
| ---- | ------------------------------------------------------------------------------ | --- | --- | --- | --- |
| 1985 | Böse Menschen – Böse Lieder Rock-O-Rama                                        | — | — | — | Erstveröffentlichung: Februar 1985 Format: VHS                                                                   |
| 1987 | Onkelz wie wir … Metal Enterprises                                             | — | — | — | Erstveröffentlichung: August 1987 Format: VHS                                                                    |
| 1992 | Live in Vienna Metal Enterprises                                               | DE— PlatinDE | — | — | Erstveröffentlichung: 16. März 1992; Wiederveröffentlichung: 28. März 2008 Verkäufe: + 50.000 Format: VHS, DVD   |
| 1994 | B.O.S.C Fan-Video                                                              | — | — | — | Erstveröffentlichung: 1994 Format: VHS                                                                           |
| 1997 | Live in Dortmund Virgin Records                                                | DE— PlatinDE | — | — | Erstveröffentlichung: 21. August 1997; Wiederveröffentlichung: 28. März 2008 Verkäufe: + 50.000 Format: VHS, DVD |
| 2000 | Dunkler Ort + Clip – Making of Rule 23 Recordings                              | — | — | — | Erstveröffentlichung: 31. Januar 2000 Format: VHS                                                                |
| 2001 | Tour 2000 Rule 23 Recordings                                                   | DE— PlatinDE | — | — | Erstveröffentlichung: 12. März 2001 Verkäufe: + 50.000 Format: VHS, DVD+CD                                       |
| 2001 | 20 Jahre – Live in Frankfurt Rule 23 Recordings                                | DE19 ×3Dreifachgold · (5 Wo.)DE | — | — | Erstveröffentlichung: 20. Oktober 2001 Verkäufe: + 75.000 Format: DVD+CD                                         |
| 2005 | La Ultima / Live in Berlin Rule 23 Recordings                                  | DE1 ×2Doppelplatin · (14 Wo.)DE | AT1 g (10 Wo.)AT | CH77 (1 Wo.)CH | Erstveröffentlichung: 20. Juni 2005 Verkäufe: + 100.000 Format: DVD                                              |
| 2007 | Vaya con Tioz Rule 23 Recordings                                               | DE1 ×3Dreifachgold · (35 Wo.)DE | AT2 (8 Wo.)AT | CH45 (1 Wo.)CH | Erstveröffentlichung: 16. Februar 2007 Verkäufe: + 80.000; DE: + 75.000 Format: DVD, Blu-ray Disc                |
| 2014 | Nichts ist für die Ewigkeit – Live am Hockenheimring 2014 V.I.E.R. Ton & Merch | DE2 ×2Doppelplatin · (39 Wo.)DE | AT1 g (13 Wo.)AT | CH2 g (15 Wo.)CH | Erstveröffentlichung: 12. Dezember 2014 Verkäufe: + 100.000 Format: DVD, Blu-ray Disc                            |
| 2016 | Böhse für’s Leben V.I.E.R. Ton & Merch                                         | DE1 Platin · (23 Wo.)DE | AT1 g (10 Wo.)AT | CH1 g (15 Wo.)CH | Erstveröffentlichung: 17. Juni 2016 Verkäufe: + 50.000 Format: DVD, LP, Blu-ray Disc                             |
| 2017 | Memento – Gegen die Zeit + Live in Berlin Matapaloz                            | DE1 (9 Wo.)DE | AT1 g (3 Wo.)AT | CH2 g (4 Wo.)CH | Erstveröffentlichung: 8. Dezember 2017 Format: DVD, Blu-ray Disc                                                 |
| 2020 | Waldstadion – Live in Frankfurt 2018 Matapaloz                                 | DE5 (6 Wo.)DE | AT1 g (4 Wo.)AT | — | Erstveröffentlichung: 11. Dezember 2020 Format: DVD, Blu-ray Disc                                                |
| 2024 | 40 Jahre Onkelz – Live im Waldstadion Matapaloz                                | — | — | — | Erstveröffentlichung: 26. Januar 2024 Format: DVD, Blu-ray Disc                                                  |

### Musikvideos
| Jahr | Titel            | Regie                |
| ---- | ---------------- | -------------------- |
| 2000 | Dunkler Ort      | Fred Gun             |
| 2004 | Onkelz vs. Jesus | Markus Hollman-Loges |

## Boxsets
| Jahr | Titel Musiklabel                                     | Höchstplatzierung, Gesamtwochen, AuszeichnungChartplatzierungen (Jahr, Titel, Musiklabel, Platzierungen, Wochen, Auszeichnungen, Anmerkungen) | Höchstplatzierung, Gesamtwochen, AuszeichnungChartplatzierungen (Jahr, Titel, Musiklabel, Platzierungen, Wochen, Auszeichnungen, Anmerkungen) | Höchstplatzierung, Gesamtwochen, AuszeichnungChartplatzierungen (Jahr, Titel, Musiklabel, Platzierungen, Wochen, Auszeichnungen, Anmerkungen) | Anmerkungen                                                          |
| Jahr | Titel Musiklabel                                     | DE | AT | CH | Anmerkungen                                                          |
| ---- | ---------------------------------------------------- | --- | --- | --- | -------------------------------------------------------------------- |
| 2020 | 40 Jahre V.I.E.R. Ton & Merch                        | — | — | — | Erstveröffentlichung: 28. Dezember 2020 limitiert auf 1500 Exemplare |
| 2022 | 40 Jahre – Die komplette CD-Box V.I.E.R. Ton & Merch | DE2 (2 Wo.)DE | — | — | Erstveröffentlichung: 22. April 2022 limitiert auf 5000 Exemplare    |

## Promoveröffentlichungen
Promo-Singles
| Jahr | Titel Album                                                | Anmerkungen                           |
| ---- | ---------------------------------------------------------- | ------------------------------------- |
| 1995 | Finde die Wahrheit – Promotional Copy Hier sind die Onkelz | Erstveröffentlichung: 1995 Format: CD |
| 1998 | Shape CD Hier sind die Onkelz                              | Erstveröffentlichung: 1998 Format: CD |
| 1998 | Terpentin Radio EPK Viva los Tioz                          | Erstveröffentlichung: 1998 Format: CD |

## Sonderveröffentlichungen

### Demos
| Jahr | Titel    | Anmerkungen                  |
| ---- | -------- | ---------------------------- |
| 1981 | Demotape | unveröffentlicht, Format: MC |
| 1983 | Demotape | unveröffentlicht, Format: MC |

### Unautorisierte Veröffentlichungen
Die Böhsen Onkelz gehören zu den Bands, von denen besonders viele Bootlegs im Umlauf sind. Oft wurden ganze Konzerte, meist in schlechtester Qualität, mitgeschnitten und danach auf dem Schwarzmarkt zu sehr hohen Preisen verkauft. Diese reichen vom Jahre 1985 bis zum Abschlusskonzert in der Lausitz 2005. Oft werden Cover mit Bildern veröffentlicht, die auf die Vergangenheit der Band anspielen, um die entsprechende Käuferschicht anzuregen. 2005 wurden ca. 250 Bootlegs gezählt.
Daneben vertreiben einige ehemalige Labels Alben mit Stücken, an deren Vertrieb sie zwar vertraglich die Rechte hatten, deren Neuauflage aber nicht von den Onkelz autorisiert wurde. Legal verkauft werden dürfen lediglich die Veröffentlichungen Nur die Besten sterben jung, Buch der Erinnerung, Wir schrieben Geschichte und Fahrt zur Hölle!.

Cover der Single Nur die Besten sterben jung

| Jahr | Titel Musiklabel                                        | Höchstplatzierung, Gesamtwochen, AuszeichnungChartplatzierungen (Jahr, Titel, Musiklabel, Platzierungen, Wochen, Auszeichnungen, Anmerkungen) | Höchstplatzierung, Gesamtwochen, AuszeichnungChartplatzierungen (Jahr, Titel, Musiklabel, Platzierungen, Wochen, Auszeichnungen, Anmerkungen) | Höchstplatzierung, Gesamtwochen, AuszeichnungChartplatzierungen (Jahr, Titel, Musiklabel, Platzierungen, Wochen, Auszeichnungen, Anmerkungen) | Anmerkungen                                                                                     |
| Jahr | Titel Musiklabel                                        | DE | AT | CH | Anmerkungen                                                                                     |
| ---- | ------------------------------------------------------- | --- | --- | --- | ----------------------------------------------------------------------------------------------- |
| 1986 | No Surrender! Vol. 2 Rock-O-Rama                        | — | — | — | Erstveröffentlichung: 1986 Format: LP seit 1993 indiziert                                       |
| 1988 | Freitag Nacht Rock-O-Rama                               | — | — | — | Erstveröffentlichung: 1988 Format: LP                                                           |
| 1988 | Hässlich Rock-O-Rama                                    | — | — | — | Erstveröffentlichung: 1988 Format: LP seit 1993 indiziert                                       |
| 1989 | Hass / Was kann ich denn dafür Street Rock ’n’ Roll     | — | — | — | Erstveröffentlichung: 1989 Format: LP                                                           |
| 1989 | Stolz / Singen und Tanzen Street Rock ’n’ Roll          | — | — | — | Erstveröffentlichung: 1989 Format: LP                                                           |
| 1990 | 6. für Deutschland Metal Enterprises                    | — | — | — | Erstveröffentlichung: 1990 Format: CD, LP Vertrieb seit 1994 gerichtlich untersagt              |
| 1992 | 6. für Deutschland Vol. II Metal Enterprises            | — | — | — | Erstveröffentlichung: 1992 Format: CD                                                           |
| 1994 | Könige für einen Tag Metal Enterprises                  | — | AT16 (7 Wo.)AT | — | Erstveröffentlichung: 21. März 1994 Format: CD, LP, MC Vertrieb seit 1994 gerichtlich untersagt |
| 1995 | Digital World (Best of 1991–1993) Bellaphon Records     | — | — | — | Erstveröffentlichung: 1995 Format: CD                                                           |
| 1995 | Heilige Lieder GOLD – Limited Edition Bellaphon Records | — | — | — | Erstveröffentlichung: 1995 Format: CD                                                           |
| 1998 | Buch der Erinnerung Bellaphon Records                   | DE58 (19 Wo.)DE | — | — | Erstveröffentlichung: 4. Mai 1998 Format: CD                                                    |
| 1998 | Nur die Besten sterben jung Bellaphon Records           | DE86 (3 Wo.)DE | — | — | Erstveröffentlichung: 16. Juni 1998 Format: CD                                                  |
| 2001 | Wir schrieben Geschichte Bellaphon Records              | DE44 (11 Wo.)DE | — | — | Erstveröffentlichung: 25. Juni 2001 Format: CD                                                  |
| 2003 | Fahrt zur Hölle! Bellaphon Records                      | DE38 (7 Wo.)DE | — | CH66 (2 Wo.)CH | Erstveröffentlichung: 21. Juli 2003 Format: CD                                                  |

- Cover der Single
Nur die Besten sterben jung

### Soundtrackbeiträge
| Jahr | Titel Musiklabel                                        | Anmerkungen                                                                  |
| ---- | ------------------------------------------------------- | ---------------------------------------------------------------------------- |
| 1982 | Soundtracks zum Untergang 2 Aggressive Rockproduktionen | Erstveröffentlichung: 1982 Format: LP Liedbeiträge: Hippies; Religion        |
| 2005 | Kombat Sechzehn                                         | Erstveröffentlichung: 2005 Format: DVD Liedbeiträge: Wenn du wirklich willst |

### Notenbücher
- Wir ham’ noch lange nicht genug. Musikverlag Geiger, Kronach 2001.
- Onkelz wie wir …. Musikverlag Geiger, Kronach 2005.
- Böse Menschen-Böse Lieder + Mexico. Musikverlag Geiger, Kronach 2007.

## Statistik

### Chartauswertung
Die folgende Aufstellung beinhaltet eine Übersicht über die Charterfolge der Böhsen Onkelz in den Album-, Single- und Musik-DVD-Charts. In Deutschland besteht die Besonderheit, dass Videoalben sich ebenfalls in den Albumcharts platzieren, in den weiteren Ländern stammen die Chartausgaben aus eigenständigen Musik-DVD-Charts.
|                     | DE     | AT     | CH     |
| ------------------- | ------ | ------ | ------ |
| Nummer-eins-Alben   | DE12DE | AT2AT  | CH2CH  |
| Top-10-Alben        | DE25DE | AT12AT | CH5CH  |
| Alben in den Charts | DE35DE | AT21AT | CH19CH |

|                       | DE    | AT    | CH    |
| --------------------- | ----- | ----- | ----- |
| Nummer-eins-Singles   | DE—DE | AT—AT | CH—CH |
| Top-10-Singles        | DE5DE | AT3AT | CH—CH |
| Singles in den Charts | DE7DE | AT5AT | CH3CH |

|                          | DE    | AT    | CH    |
| ------------------------ | ----- | ----- | ----- |
| Nummer-eins-Videoalben   | DE—DE | AT5AT | CH1CH |
| Top-10-Videoalben        | DE—DE | AT6AT | CH3CH |
| Videoalben in den Charts | DE—DE | AT6AT | CH5CH |

### Auszeichnungen für Musikverkäufe
| Goldene Schallplatte - Deutschland - 2022: für das Lied Wir ham’ noch lange nicht genug - 2022: für das Lied Nichts ist für die Ewigkeit - Europa (Impala) - 2016: für das Videoalbum Nichts ist für die Ewigkeit – Live am Hockenheimring 2014 |

Anmerkung: Auszeichnungen in Ländern aus den Charttabellen bzw. Chartboxen sind in ebendiesen zu finden.
| Land/RegionAuszeichnungen für Musikverkäufe (Land/Region, Auszeichnungen, Verkäufe, Quellen) | Gold       | Platin       | Verkäufe  | Quellen           |
| -------------------------------------------------------------------------------------------- | ---------- | ------------ | --------- | ----------------- |
| Deutschland (BVMI)                                                                           | 18× Gold18 | 15× Platin15 | 5.400.000 | musikindustrie.de |
| Europa (Impala)                                                                              | Gold1      | —            | (75.000)  | Einzelnachweise   |
| Österreich (IFPI)                                                                            | 3× Gold3   | —            | 75.000    | ifpi.at           |
| Insgesamt                                                                                    | 22× Gold22 | 15× Platin15 |           |                   |